# Vandanah Seesurun
Vandanah Seesurun (* 1. Oktober 1973) ist eine Badmintonspielerin aus Mauritius.

## Sportliche Karriere
Vandanah Seesurun nahm  an den Olympischen Sommerspielen 1992 teil. Ihre beste Platzierung erreichte sie dabei mit Platz 17 im Damendoppel mit Martine de Souza. Im Dameneinzel wurde sie ebenfalls 33. 1990 gewann sie bei den Kenya International alle drei möglichen Disziplinen, 1991 bei den Mauritius International das Damendoppel.

## Erfolge
| Saison | Veranstaltung           | Disziplin   | Platz | Name                                          |
| ------ | ----------------------- | ----------- | ----- | --------------------------------------------- |
| 1990   | Kenya International     | Mixed       | 1     | Geenesh Dussain / Vandanah Seesurun           |
| 1990   | Kenya International     | Damendoppel | 1     | Vandanah Seesurun / Martine de Souza          |
| 1990   | Kenya International     | Dameneinzel | 1     | Vandanah Seesurun                             |
| 1991   | Mauritius International | Damendoppel | 1     | Martine de Souza / Vandanah Seesurun          |
| 1992   | Olympia                 | Damendoppel | 17    | Vandanah Seesurun / Martine de Souza          |
| 1992   | Olympia                 | Dameneinzel | 33    | Vandanah Seesurun                             |
| 1995   | Mauritius International | Damendoppel | 3     | Vandanah Seesurun / Marie-Josephe Jean-Pierre |